# گریس فیورد
گریس فیورد (به انگلیسی: Grise Fiord) یک شهرک در کانادا است که در Quttiktuq واقع شده‌است. گریس فیورد ۳۳۲٫۷ کیلومتر مربع مساحت و ۱۲۹ نفر جمعیت دارد و ۴۱٫۱۵ متر بالاتر از سطح دریا واقع شده‌است.